# Ban Vongxay Noy
Ban Vongxay Noy – wieś położona w południowo-wschodnim Laosie, w prowincji Attapu, w dystrykcie Phouvong.